# Dorsetichthys
Dorsetichthys es un género extinto de peces actinopterigios prehistóricos. Fue descrito por Arratia en 2013.
Vivió en Reino Unido.

## Descripción
Era un pez parecido a un arenque de unos 40 centímetros (16 pulgadas) de largo, aunque no estaba estrechamente relacionado con el arenque moderno. Sin embargo, como ellos, tenía una sola aleta dorsal, una cola simétrica y una aleta anal colocada hacia la parte posterior del cuerpo. Tenía ojos grandes y probablemente era un depredador rápido que cazaba crustáceos planctónicos y peces más pequeños.